# Корчёнов, Александр Иванович
Александр Иванович Корчёнов (4 августа 1949, Казань — 11 августа 1979, Днепропетровская область) — советский футболист, полузащитник. Мастер спорта СССР.
Воспитанник футбольной школы «Трудовые резервы» (Казань), тренер А. Дятлов. Далее занимался в Нальчике у Н. Сентябрева и В. Кирша. В 1969 году был в составе команды класса «Б» «Чайка» Зеленодольск. В 1970 провёл три игры за казанский «Рубин» в первой группе класса «А» (D2). В том же году перешёл в команду класса «Б» (D4) «Энергия» Чебоксары, из которой в следующем году перешёл в «Автомобилист» Нальчик из второй лиги. В конце 1972 года Вячеславом Соловьёвым был приглашён в ташкентский «Пахтакор». Здесь развил свои качества — скоростную игру, выносливость, четкость в отборе мяча; мог взять игру на себя, подключиться в атаку. Был неформальным лидером команды, в 1977 году был избран капитаном. В высшей лиге (1973—1975, 1978—1979) провёл 126 матчей, забил три гола; в первой (1976—1977) — 70 матчей, 9 голов.
Участник Спартакиады народов СССР 1979 в составе сборной Узбекской ССР.
Погиб вместе с командой в авиакатастрофе над Днепродзержинском через неделю после 30-летия. Похоронен на городском кладбище Казани. Кенотаф установлен на кладбище № 1 (Ташкент).
Жена Людмила. Сыновья Сергей (род. 1970) и Александр (род. 1972).